# تشيستر إست (كيبك)
تشيستر إست (بالإنجليزية: Sainte-Hélène-de-Chester, Quebec)‏ هي بلدية محلية في كيبيك تقع في كندا في Arthabaska Regional County Municipality.[بحاجة لمصدر] يقدر عدد سكانها بـ 358 نسمة ومساحتها 84.10 كم2 .